# Храм Баба
Храм Баба (перс. مقام اعلی‎, ивр. מקדש הבאב‎, араб. ضريح الباب‎) — вторая по значимости святыня религии бахаи, расположенная в городе Хайфа (Израиль), в которой захоронены останки Баба, основателя веры бабизм, из которой впоследствии возникла вера бахаи. Известны два самых святых места паломничества религии бахаи, связанных с основателями: Усыпальница Бахауллы в Бахджи (Акко) и Усыпальница Баба (Хайфа), а также окружающие их сады, связанные с ними здания и памятники. Храм расположен на полпути в 19 террасных садах, называемых «19 ступеней», с девятью над храмом и девятью под ним.
Альтернативное название Храма Баба — Храм бахаи, Золотой купол.
Бахайские сады, на территории которых находится храм, располагаются на всех трех уровнях горы Кармель в пределах Хайфы, поэтому есть три входа в сады — нижний, средний и верхний, для входа в храм используется средний вход из района Верхний Адар.
Местоположение для будущего храма определил непосредственно последователь Баба и основатель религии бахаи — Бахаулла в 1891 году, но гробницу построили под руководством его старшего сына Абдул-Бахи много лет спустя. Останки Баба похоронили в ней 21 марта 1909 года. Сооружение, ставшее ныне одним из объектов Всемирного наследия ЮНЕСКО, построили над гробницей под руководством Шоги Эффенди в 1949—1953 годах.

## Архитектура храма
В основании храма — восьмиугольник (обычно бахаи используют девятигранный дизайн, символизирующий единство веры бахаи с девятью великими мировыми религиями).
Большинство камней для храма Баба (итальянский мрамор) были добыты в Италии, а затем перевезены в Израиль. Колонны выполнены из розового гранита. Купол облицован золотыми кирпичами (14 тыс. штук) ручной работы, привезенными из Нидерландов.
Архитектором храма выступил Максвелл Уильям Сазерленд, канадский бахаи, свёкор Шоги Эффенди, который создавал свои проекты в стиле Beaux-Arts. Некоторые аспекты структурной разработки купола проектировали профессора Техниона.
Европейская гранитная колоннада, восточные каменные арки и золотой купол соединяли восточный и западный (неоклассицизм) архитектурный стиль, символизируя объединяющую идеологию бахаи.

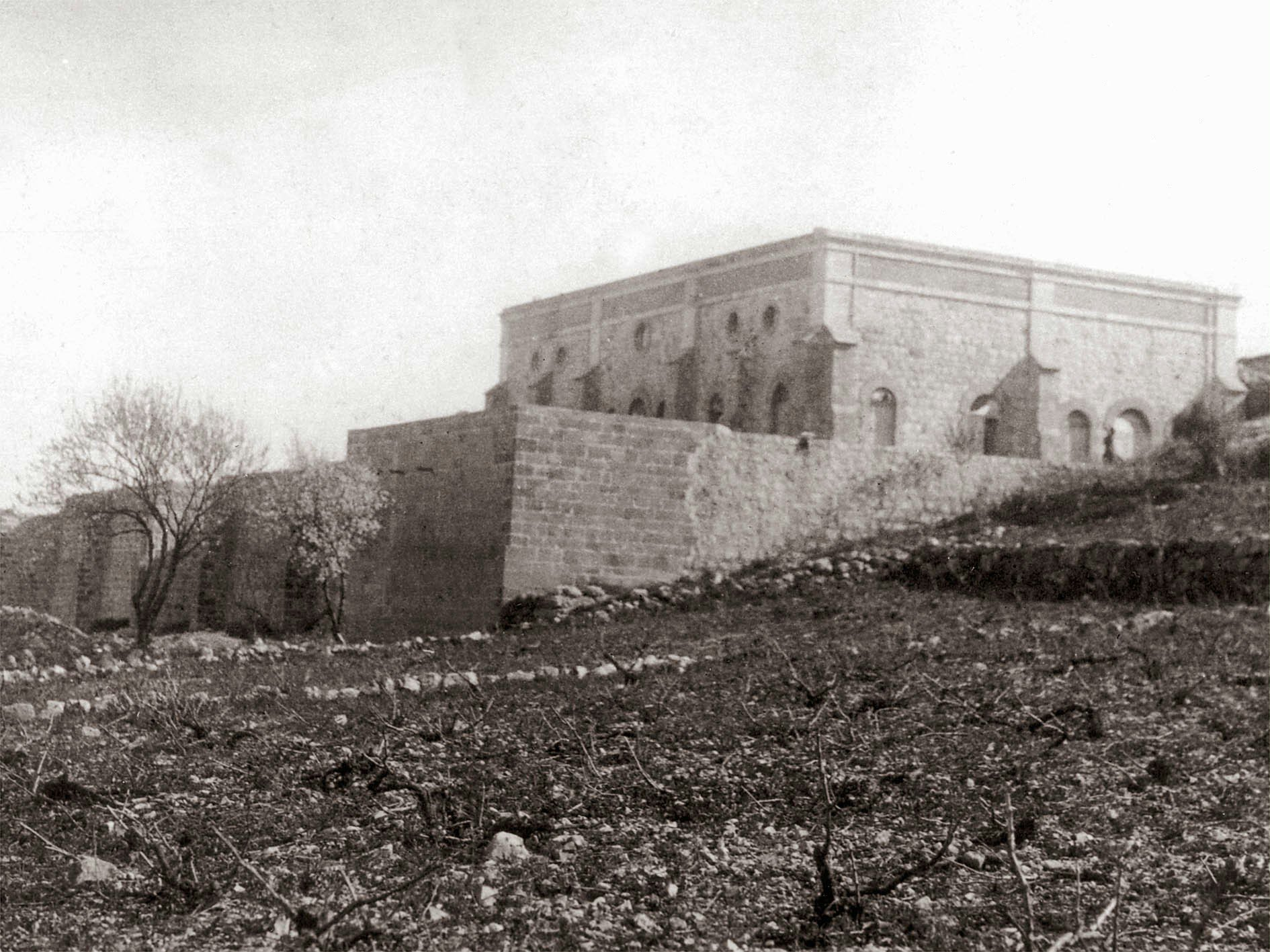
Усыпальница в 1909 году

В 1909 году, ко времени захоронения останков Баба, в храме было 6 комнат. В 1921 году в одной из них был погребён Абдул-Баха. В 1929 году были достроены ещё 3 комнаты, а надстройка с куполом над первоначальной постройкой была закончена лишь к 1953 году. Надстройка представляла собой 11-метровый цилиндр с 18-ю витражными окнами, символизирующими первых учеников Баба. Святилище было окружено аркадой (38 колонн, 28 каменных арок). Храм считается 2-х этажным, высота постройки достигает 40 м.
В 2008—2011 годах храм находился на реконструкции. Золотые кирпичи купола были заменены на золотые пластинки.

## Символизм храма
- 9- конечная звезда на фасаде[6]
- 18 террас и окон в честь первых учеников Баба[3]
- специальный знак — особое написание слова Баха, обрамлённое пятиконечными звёздами, как связь двух пророков Баба и Бахауллы[6].

## Место среди достопримечательностей Хайфы
Храм Баба — одна из наиболее известных достопримечательностей в Хайфе. Бахаи считают Храм Баба и окружающие его сады (которые также относятся к объекту Всемирного наследия) «подарком человечеству».

## Отражение в искусстве
- песня А.Городницкого «Бахайский храм[9]» из музыкального альбома «Беженцы-листья» (1988—1994)[6]